# Deutzia gracilis
Deutzia gracilis Siebold & Zucc. (conosciuto anche come fiore della neve giapponese), è una specie di pianta da fiore decidua, appartenente alla famiglia delle Hydrangeaceae.

## Descrizione

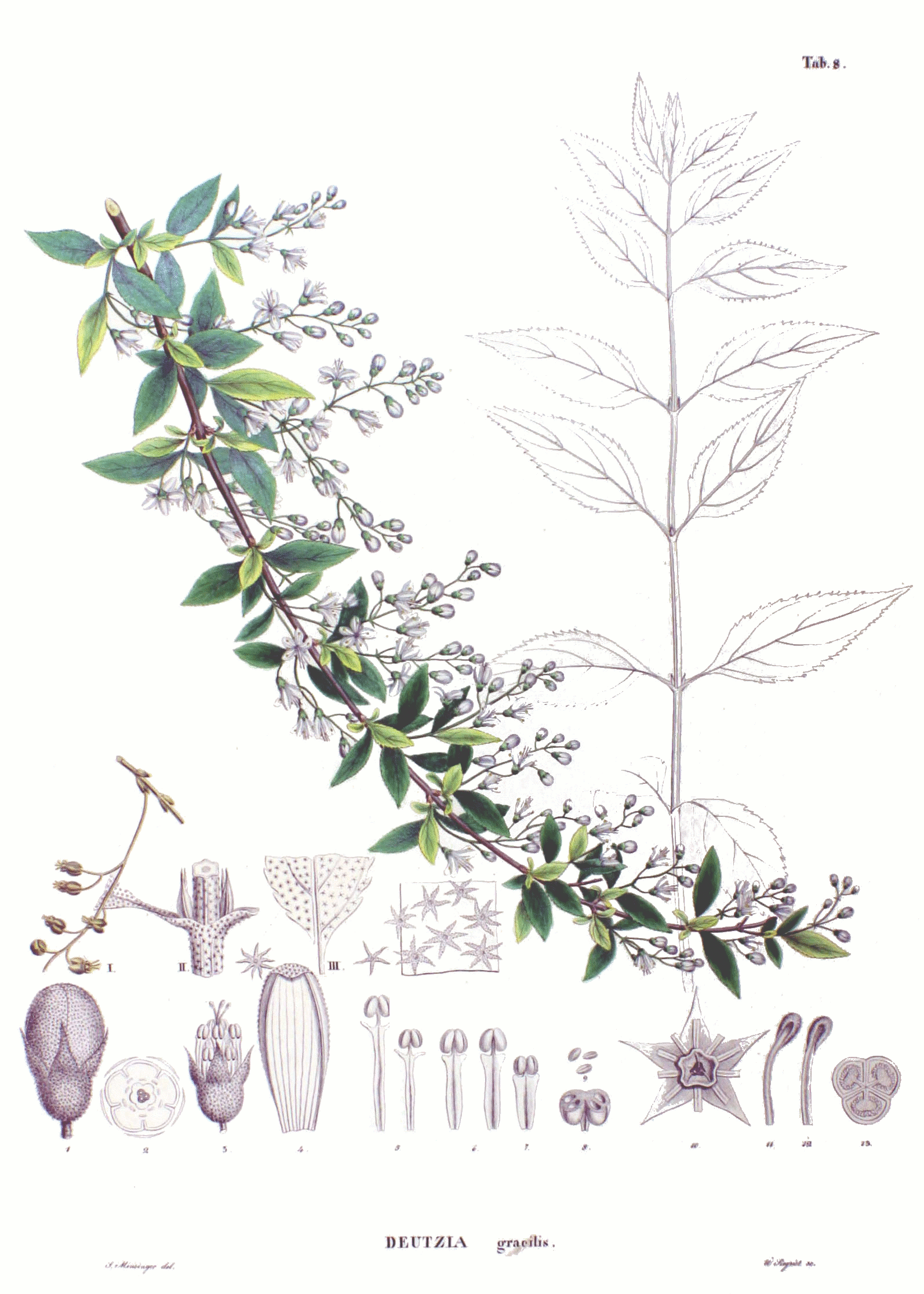
Tavola illustrata da Flora Japonica, Sectio Prima (Tafelband)

### Caratteristiche fisiche e biologiche
L'arbusto cresce all'incirca tra i 60 cm e i 152 cm. Maturato si presenta di forma tondeggiante, con foglie verde scuro ovalo-lanceolate lunghe dai 4 ai 8,5 cm e larghe dai 1,5 cm ai 3 cm, sostenute da fusti marroni. Fiorisce nella stagione primaverile, specialmente tra maggio e giugno.
I petali delle inflorescenze sono bianchi, lunghi dai 10 ai 12 mm e larghi dai 4 ai 6 mm. Il calice presenta un diametro pari a circa 2,5 mm e gli stami appaiono bidentati con una lunghea compresa tra i 5 e i 6 mm.

### Diffusione
Deutzia gracilis è endemico del Giappone: principalmente nel Kanto e a ovest di Honshu, Shikoku e Kyushu. Cresce prevalentemente su rocce calcaree e in aree montuose. 
Nel 1851 viene importata in Europa: motivo per il quale, ad oggi, risulta presente anche nel Vecchio Continente e in America settentrionale.
In Italia è presente in Friuli Venezia Giulia, Trentino-Alto Adige, Veneto.